# Jigsaw (камуфляж)
Камуфляж Jigsaw (англ. Camouflage Jigsaw, дослівно — «камуфляж пазл») — неофіційна назва серії деформаційних військових камуфляжних візерунків, які використовувалися Збройними силами Бельгії між 1956 і 2022 роками та згодом були адаптовані в кількох інших країнах.

## Історія

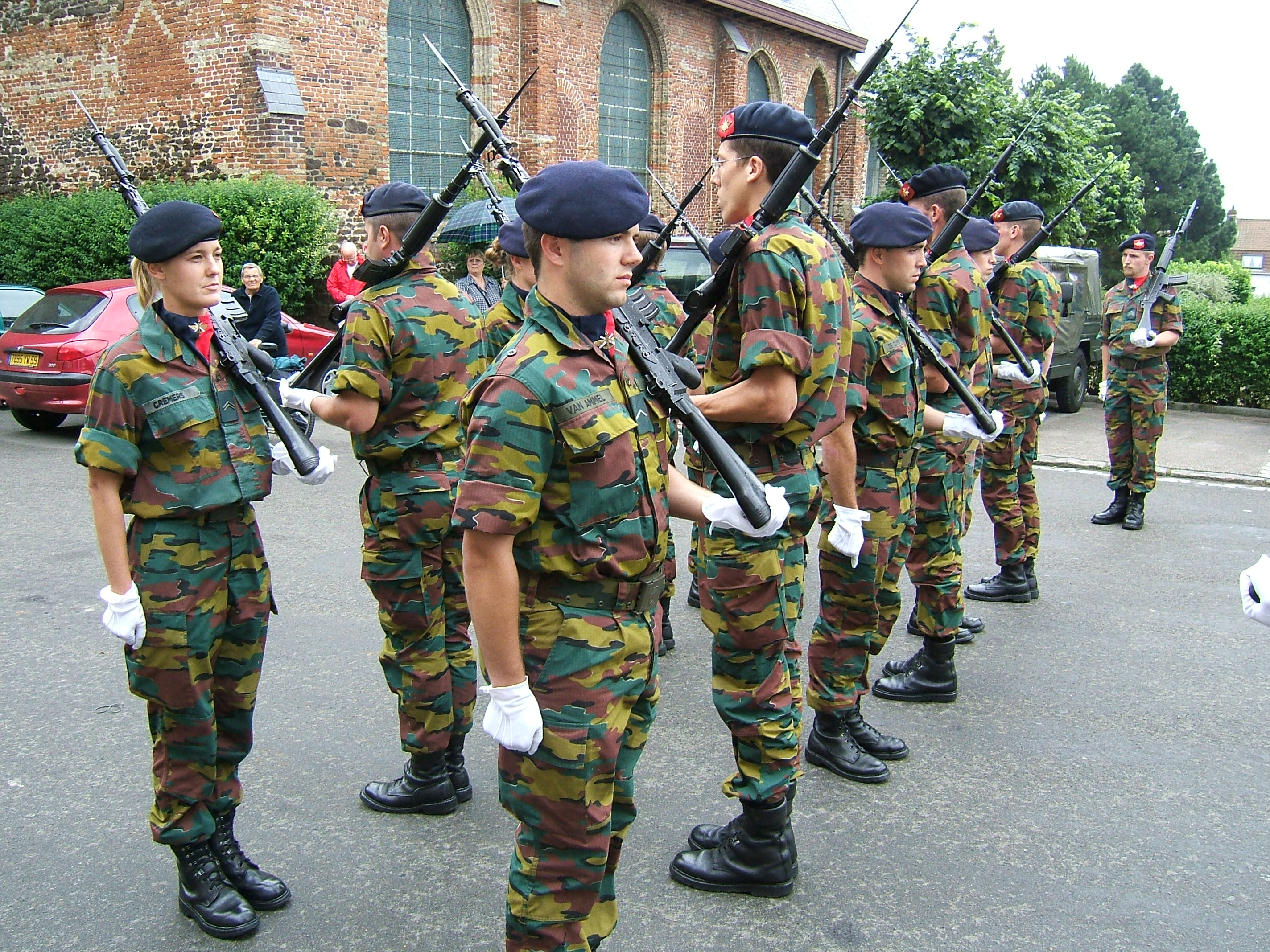
Бельгійський муштровий взвод у камуфляжній уніформі 2006 року

Після прийняття на озброєння бельгійських військових у 1956 році Камуфляж Jigsaw спочатку використовувався в основному бельгійськими паракомандос та інші спецпризначенці. Згодом він був прийнятий на озброєння Збройних сил Бельгії, зазнавши кількох варіацій від оригінального дизайну. Останній помірний варіант був реалізований у 2016 році.

Спеціальний камуфляж, натхненний бельгійським камуфляжем Jigsaw, був прийнятий у 1990-х роках певними підрозділами Збройних сил ДР Заїру, колишній бельгійській колонії. Подібні варіанти також вироблялися в інших країнах Африки.

Бельгійський солдат під час навчань Rampant Lion (2014) у Графенвері, Німеччина

У рамках запровадження Бельгійської оборонної системи одягу (Belgian Defence Clothing System) було оголошено, що з листопада 2022 року бельгійські збройні сили поступово припинять використовувати камуфляж Jigsaw, який буде замінений моделлю, розробленій на основі комерційного камуфляжу Multicam. Контракт на виробництво одностроїв з новим камуфляжем було укладено з Sioen and Seyntex із Crye Precision із бюджетом у 410 мільйонів євро. Зразок захищений американським патентом.

## Варіанти
Основна бельгійська чотириколірна версія для помірного клімату була офіційно позначена як «лісова» (Woodland). У 2004 році було розроблено «пустельну» версію камуфляжу Jigsaw. Візерунок пустельної версії зберігся такий же, як і в традиційних версіях, а колірна палітра була адаптована до умов пустелі.
Кілька візерунків камуфляжу, натхненного бельгійським оригіналом, були прийняті іншими країнами. Бурундійський варіант з темнішими кольорами та версія з синіми кольорами використовували військові та поліція Бурунді.

## Користувачі

### Поточні
- Бельгія: стандартний камуфляж Збройних сил Бельгії[3]. Має бути замінений з листопада 2022 року моделлю на основі камуфляжу Multicam[6].

### Колишні
- Аргентина: камуфляж виробництва бельгійської компанії Salik використовувався 601/602 ротою командос та морськими піхотинцями під час Фолклендської війни[1].
- Бурунді: використовувався «окремими місцевими підрозділами» під час бельгійського колоніального правління і недовго Збройними силами Бурунді після отримання незалежності[1].
- ДР Конго: раніше використовувався Збройними силами ДР Конго[1].
- Люксембург: бельгійські «лісова» та «пустельна» версії камуфляжу використовувались Збройними силами Люксембургу під час Війни в Афганістані[1].
- Чад: версія камуфляжу Jigsaw використовувалась армією Чада в 1980-х роках[1].